# 賴彩勤
賴彩勤（1966年12月5日—），广东梅县人，中國前女子羽球運動員。
賴彩勤是在1990年左右引起國際關注。她與姚芬在1990年亞運會上獲得女子雙打銅牌。同年，兩人贏得了泰國羽球公開賽和日本羽球公開賽冠軍。他們職業生涯的高潮是同年在羽球世界杯的勝利。